# Dievenklauw

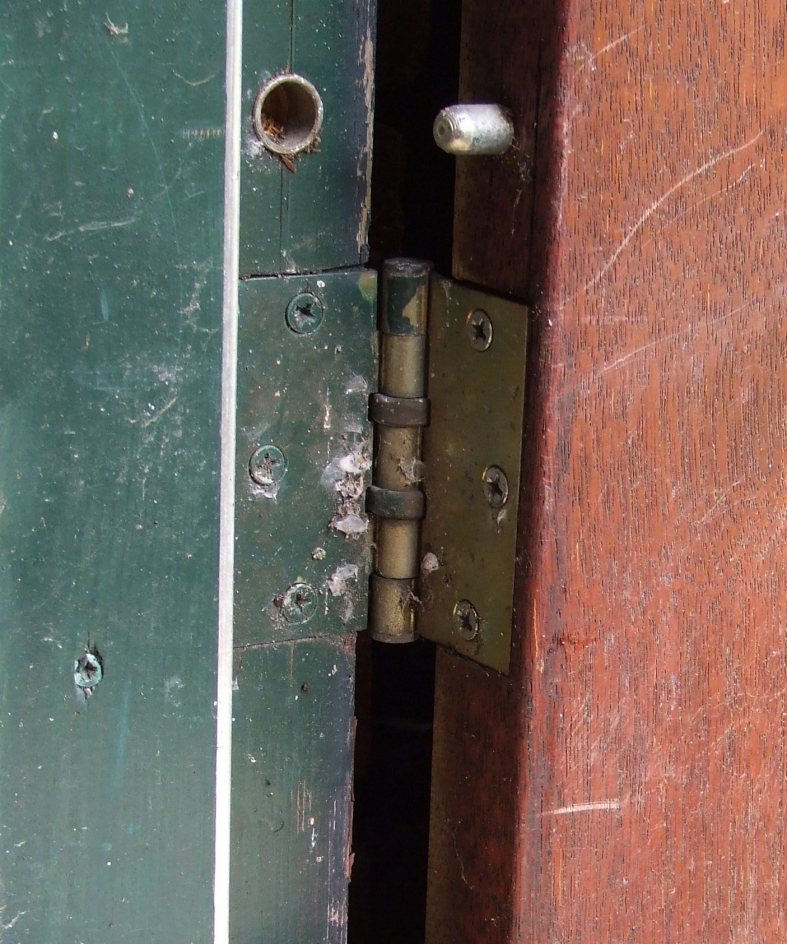
Een dievenklauw boven een scharnier

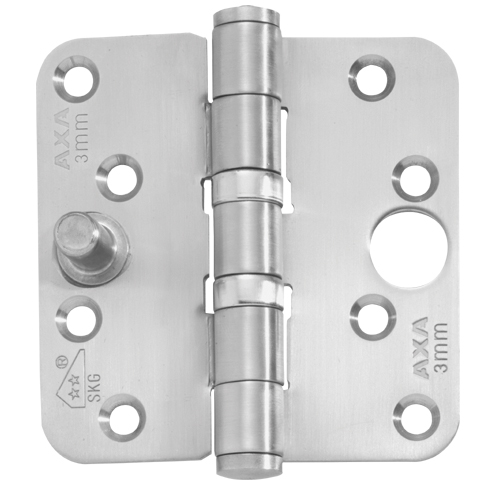
Een kogelscharnier met dievenklauw

Een dievenklauw is een mechanisme om naar buiten draaiende ramen en deuren te beveiligen tegen inbraak.

## Kenmerken
Een dievenklauw bestaat uit twee delen van gehard staal: een bus en een  stift. De holle bus is meestal 50 mm lang met een uitwendige diameter van 18 mm. De pen is doorgaans 17 mm lang met een diameter van 10 mm.
Een pen wordt onder of boven elk scharnier in de deur gezet en een bus wordt er recht tegenover in de deurpost gemonteerd (andersom is ook mogelijk). Hierdoor kan de deur of het raam niet meer aan de scharnierzijde worden geopend wanneer de scharnierpennen zijn vernield of verwijderd. Bij naar buiten draaiende delen zit het draaigedeelte van het scharnier namelijk aan de buitenkant, waardoor het scharnier vrij eenvoudig te forceren is. Bij sommige scharnieren, zoals bladscharnieren en kogellagerscharnieren, hoeft zelfs alleen maar de pen te worden verwijderd om de deur of het raam te kunnen openen, een dievenklauw voorkomt dit.